# Рингер, Барбара
Барбара Рингер (англ. Barbara Ringer; 29 мая 1925 года, Лафейетте, штат Индиана, США — 9 апреля 2009 года, Лексингтон, Виргиния, США) — американский юрист, одна из ведущих разработчиков Закона об авторском праве 1976 года. Бо́льшую часть своей карьеры лоббировала Конгресс, сподвигая к разработке нового законодательства в области авторского права, считая, что Закон об авторском праве 1909 года безнадёжно устарел.
Барбара Рингер стала первой женщиной, возглавившей Бюро авторских прав в США. За свою тридцатилетнюю карьеру в Бюро авторского права, приобрела репутацию авторитета в вопросах авторского права.

## Ранняя жизнь
Барбара Элис Рингер родилась 29 мая 1925 года в городе Лафейетт в штате Индиана. Её мать была единственной девушкой в классе в Юридической школе Мичиганского университета в 1923 году. Оба родителя Рингер работали правительственными юристами.
Барбара состояла в Phi Beta Kappa и была выпускницей Университета Джорджа Вашингтона в 1945 году, получив степень магистра искусств в 1947 году. Рингер окончила Юридическую школу Колумбийского университета в 1949 году. После окончания Рингер присоединилась к Бюро авторского права США в качестве инспектора.

## Карьера
Барбара Рингер начала свою карьеру в Бюро авторских прав в 1949 году и стала продвигаться по карьерной лестнице. Она участвовала в подготовке Всемирной конвенции об авторском праве (ВКАП) и выступала как докладчик по созданию Римской конвенции об охране прав исполнителей, изготовителей фонограмм и вещательных организаций. Она сделала значительный вклад Конференцию интеллектуальной собственности в Стокгольме в 1967 году, что в дальнейшем стало причиной пересмотра ВКАП и Бернской конвенции. Рингер также преподавала в Школе права Джорджтаунского университета, где была первой женщиной-адъюнктом профессора права.
Рингер работала директором отдела Авторского права ЮНЕСКО в Париже с 1972 по 1973 год. В 1973 году она оставила свой пост в ЮНЕСКО, чтобы занять должность Регистратора (директора) авторских прав в Бюро авторского права в США, где занимала эту должность до мая 1980 года. После она начала частную юридическую практику в Вашингтоне в юридической фирме Spencer & Kaye.
В 1985 году Рингер выступала в роли главного докладчика на конференции в Брюсселе, на которой была принята международная Конвенция о распространении несущих программы сигналов, передаваемых через спутники. Рингер вернулась в правительство в 1993 году в качестве сопредседателя Консультативного комитета библиотекарей по регистрации авторского права и в качестве исполняющего обязанности Регистратора авторских прав.
Барбара Рингер является автором многочисленных исследований, монографий и статей в юридических и профессиональных журналах. Она проводила эмпирические исследования о об авторском праве на протяжении всей своей карьеры. Рингер также автор статьи об авторском праве в Пятнадцатом издании Энциклопедии Британника.

## Судебный иск
В 1971 году коллега Барбары Рингер, Джордж Д. Кэри, получил назначение на наивысшую должность в Бюро авторских прав, он был назначен регистратором. Рингер стала оспаривать это назначение и подала судебный иск, она считала его назначение примером дискриминации по половому признаку в свой адрес со стороны главного библиотекаря Л. Куинси Мамфорда. Рингер заявила, что глава библиотеки не последовал инструкциям персонала и назначил Кэри, хотя она имела все основания быть назначенной. Сделав этот шаг, Барбара Рингер показала готовность также открыто говорить о расовых проблемах и пропагандировать проблему прав афроамериканских работников. Окружной суд США по округу Колумбия постановил, что "Библиотекарь нарушил правила, касающиеся дискриминации в выборе Кэри над Рингер для этой должности. Суд признал назначение Кэри недействительными, и постановил главному библиотекарю принять корректирующие меры. Рингер был назначен 8-м по счёту регистратором авторских прав 19 ноября 1973 года.

## Работа над законом об авторском праве
В течение нескольких лет после начала работы в Бюро авторского права, Рингер хотела обновить Закон об авторском праве 1909 года. Она писала и говорила о том, что законодательство в сфере авторских прав должно быть обновлено с учётом новых технологий, например таких, как телевизор, коммерческое радио и копировальные машины. Рингер был сделан большой вклад в новый Закон об авторском праве 1976 года, ей потребовался 21 год, в том числе на переговоры с заинтересованными сторонами и лоббирование Конгресса, чтобы произошло обновление закона об авторском праве.
Позже она писала:
Совершенно новый закон авторских прав, предназначенный для борьбы с целым рядом проблем, которые и не снились составителями Закона 1909 года. Еще более важно то, что новый закон делает ряд фундаментальных изменений в американской системе авторского права, в том числе несколько таких глубоких, что они могут знаменовать собой изменения, направленные на саму философию авторского права
Главными изменениями авторского права после принятия Закона 1976 года стало расширение срока охраны авторских прав с 28 лет после смерти автора до 50 и принятия доктрины добросовестного использования. Включение двойных гендерных местоимений в новый закон об авторском праве было также сделано благодаря настойчивости Рингер.
В 1977 году Рингер была награждена Премией президента за выдающуюся федеральную гражданскую службу за роль в продвижении Закона об авторском праве 1976 года. В 1992 году Барбарой Рингер была составлена поправка в закон об авторском праве. Бюро авторских прав учредило программу имени Барбары Рингер, позволяющую молодым юристам работать в области авторского права по вопросам законодательства и политики в правительстве.
Позднее Рингер признала недостатки своего законодательства, назвав его «хорошим законом об авторском праве 1950 года». Она выступала за позицию, гласящую, что общественный интерес в области авторского права «должен обеспечивать максимально широкий доступ к информации всех видов». Рингер сотрудничала с юристами авторского права, учеными, библиотекарями, создателями контента и членами судебных органов, создавая проект закона о реформе авторского права 1993 года, но он не был принят.

## Последние годы жизни
В 1995 году Библиотека Конгресса присвоила ей своё Награду за особые заслуги (англ. Distinguished Service Award) за её «жизненный вклад в область авторского права, на национальном и международном уровнях, и за её вклад в Библиотеку Конгресса на протяжении сорока лет».
Рингер переехала в округ Бат в штате Виргиния, где она работала каталогизатором в местной публичной библиотеке. Барбара Рингер умерла 9 апреля 2009 года в Лексингтоне, штат Вирджиния, из-за осложнений от деменции. Она завещала свою коллекцию из 20 000 фильмов библиотеке Конгресса.